# Frízek
A frízek eredetileg a Fríz-szigeteken élt germán nép, amely a németalföldi és a nyugati német területeket elfoglalva kiszorította onnan a keltákat. Később a Britanniába tartó angolok és a jütök vonultak át a frízek területén. Herstali Pipin udvarnagyságának idején, 689-ben a frankok győzelmet arattak felettük, Nyugat-Frízföldet a Frank Birodalomhoz csatolták, és keresztény hitre térítésükhöz Utrechtben püspökséget alapítottak.
Jelenleg a frízek többsége a holland Friesland és Groningen tartományokban lakik, illetve Németországban Nordfriesland területén (Schleswig-Holstein tartomány) él. Lakhelyüket korábban Frízföld vagy Frízia néven ismerték. A frízek egyik jellegzetessége, hogy igen magasak, szőkék, erős csontozattal.

## Származásuk

### Őstörténetük
A frízek ősei már i. e. 2900 körül a jelenlegi lakhelyüket foglalták el a régészeti leletek tanúsága szerint. A vaskorig (i. e. 800 körül) nem hatottak rájuk más népek, ekkor lehet csak felfedezni az Európa déli, délkeleti részén kifejlődött La Tène-kultúra hatását. Kr. e. 750 körül a frízek elkezdték betelepíteni a partmenti, alacsonyan fekvő síkságokat, mivel korábbi szálláshelyükön, a magasabban fekvő területeken a termőföld leromlott, túlnépesedés és éhínség fenyegetett. Egyesek közülük feltehetően Skandináviába települtek át, bár ezt a genetikai kutatások eddig nem erősítették meg: a frízek és más germán népek közötti jelentős hasonlóságot eddig egyik skandináv néppel sem sikerült kimutatni.

### A római korban

A Római Birodalom térképe Hadrianus (117-138) uralkodása alatt, amelyen feltűnik a Frisii nevű germán törzs, amely feltehetően a mai frízek őseit jelölte

A római kor történetírói a frízeket a germán törzsek közé sorolták.
A római terjeszkedés ellen Kr. u. 28-ban a frízek szerződést kötöttek Rómával, de 16 évvel később, amikor az adóterhek túlságosan magasak lettek, végeztek a kiküldött adószedőkkel és vereséget mértek a büntetésükre kiküldött római seregre. A rómaiak ismerték és tisztelték frízeket, számos írójuk említette őket. Tacitus a germán területekről 69-ben írt munkájában említi a 'Frisii' törzset, amely egyike azon germán törzsneveknek, melyek ma is létező népcsoportot jelölnek. Tacitus két fríz csoportot említett: maioribus minoribusque frisii (kb. "nagyobb és kisebb frízek"), és idősebb Plinius is két csoportot említ ("Frisii" és "Frisiavones") a Naturalis Historia-ban. A római uralom alatt álló Britanniában talált feliratok alapján közülük sokan szolgáltak a római légiókban, ahol frisiavones néven ismerték őket.
I. sz. 70 körül délnyugat felé kezdtek terjeszkedni, mivel a Canninefates törzs által korábban elfoglalt területek a batáviai lázadás következtében elnéptelenedtek. A Flandria és Kent felé irányuló kivándorlást feltehetően a római hatóságokkal egyetértésben, a part menti területeket fenyegető áradások miatt kezdték. 290 körül a frízeket a brit partokat támadó kalózok között említik, de később a szászok sokkal nagyobb támadásokat hajtottak végre. A frízek hatását a Brit-szigeteken jól jelzi, hogy egy időben az Északi-tenger egy részét Mare Frisia néven ismerték, illetve ma a fríz nyelv az angol nyelv legközelebbi élő rokona.

### A rómaiak után
A batáviai felkelés után a frízeket nem említik a történetírók. Az 5. századtól kezdve közülük sokan csatlakoztak az angolszász törzsek vándorlásához, akik a fríz területeken keresztül vonultak a Brit-szigetek felé. Mások közülük az előbbi törzsek által szabadon hagyott területeken kezdtek terjeszkedni dél felé – a 6. század végére elfoglalták a partvidéket a Weser folyó torkolatáig, majd a 7. században folytatták a terjeszkedést egészen Bruggeig és Flandria nyugati részéig. A frízek által elfoglalt területeket ekkor Magna Frisia néven ismerték.

Frízia i. sz. 716 körül

A Római Birodalom bukása után létrejött fríz államot saját királyuk uralta, első említése 618-ból származik. A frízek megtérítésére irányuló kísérletek kezdetben kudarcot vallottak: a saját vallásukhoz hevesen ragaszkodó frízek a hittérítő szerzeteseket (mint pl. Szent Bonifácot) megölték vagy kiutasították. Radbod királyuk 714-ben Martell Károly seregeivel szemben is sikeresen védte meg állama függetlenségét. 20 évvel később azonban Martell Károly elfoglalta és leigázta a Fríz Királyságot és a kereszténység felvételére kényszerítette a frízeket. Utrechtben püspökséget alapított, amelynek feladata a frízek megtérítése és igazgatása volt. Bár a 800-as évekre a frízek ismét kivívták függetlenségüket, a kereszténység mégis elterjedt közöttük. A bencések közé tartozó Szent Willibrordot (kb. 658 – 739), aki Utrecht püspöke volt, tartják a frízek megtérítőjének.

### Fríz népvándorlás
A rómaiak alatt megindult elvándorlás feltehetően a középkorban, az angolok, szászok és más népek mozgalmaival egyidőben folytatódott, akikkel együtt alapították meg Angliát (Angla-londot). A frízek jelentőségére utalnak a nyelvi kutatások: az ófríz legközelebbi rokona volt az óangol nyelvnek; régészeti leletek: Kentben fríz eredetű ruhatűket tártak fel; és genetikai kutatások: Kelet-Anglia, illetve Anglia északi részének lakói közeli rokonságban állnak a frízekkel.
Emellett azt is feltételezik, hogy a frízek betelepültek Skandinávia és Lengyelország területére, a balti térségbe, illetve fríz hajósok letelepedtek Írországban, az Ibériai-félsziget északi partvidékén, illetve egyesek a normannokkal tartottak, amikor azok meghódították Szicília szigetét.

### Magna Frisia
A fríz állam első uralkodói feltehetően legendás személyiségek voltak, míg az utolsó három személy korabeli feljegyzésekben is szerepel. A frank források hercegi rangon említik őket, más források szerint királyok voltak.
- Folcwald
- Finn
- Sibbelt
- Ritzard
- Aldegisel (megh. 680)
- Radbod, más néven Redbad (680–719)
- Poppo (719–734)

A következő évszázadokban a frízek ismét idegen uralom alá kerültek, egy részük az észak és kelet felé terjeszkedő frankok, másrészük az észak és nyugat felé terjeszkedő szászok birodalmának alattvalói lettek.

### Napjainkban

Fríz zászló

## Híres frízek
- Mata Hari – táncosnő, kémnő
- Jack Lousma – űrhajós
- Peter Fonda, Jane Fonda – színész
- Carl Ludwig Jessen festő
- Sam Peckinpah, rendező